# Weidhausen bei Coburg

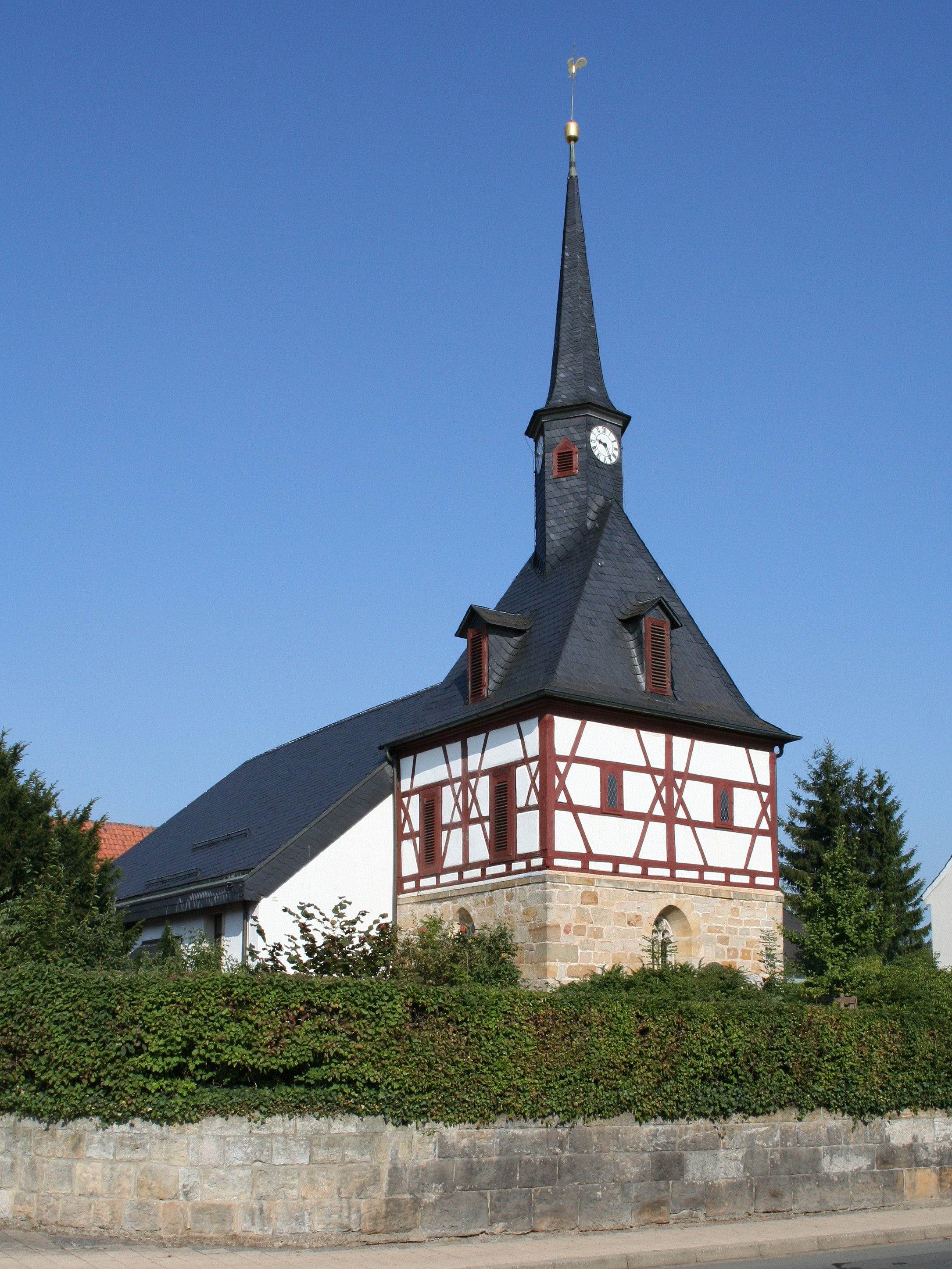
Evangelisch-lutherische Pfarrkirche Weidhausen

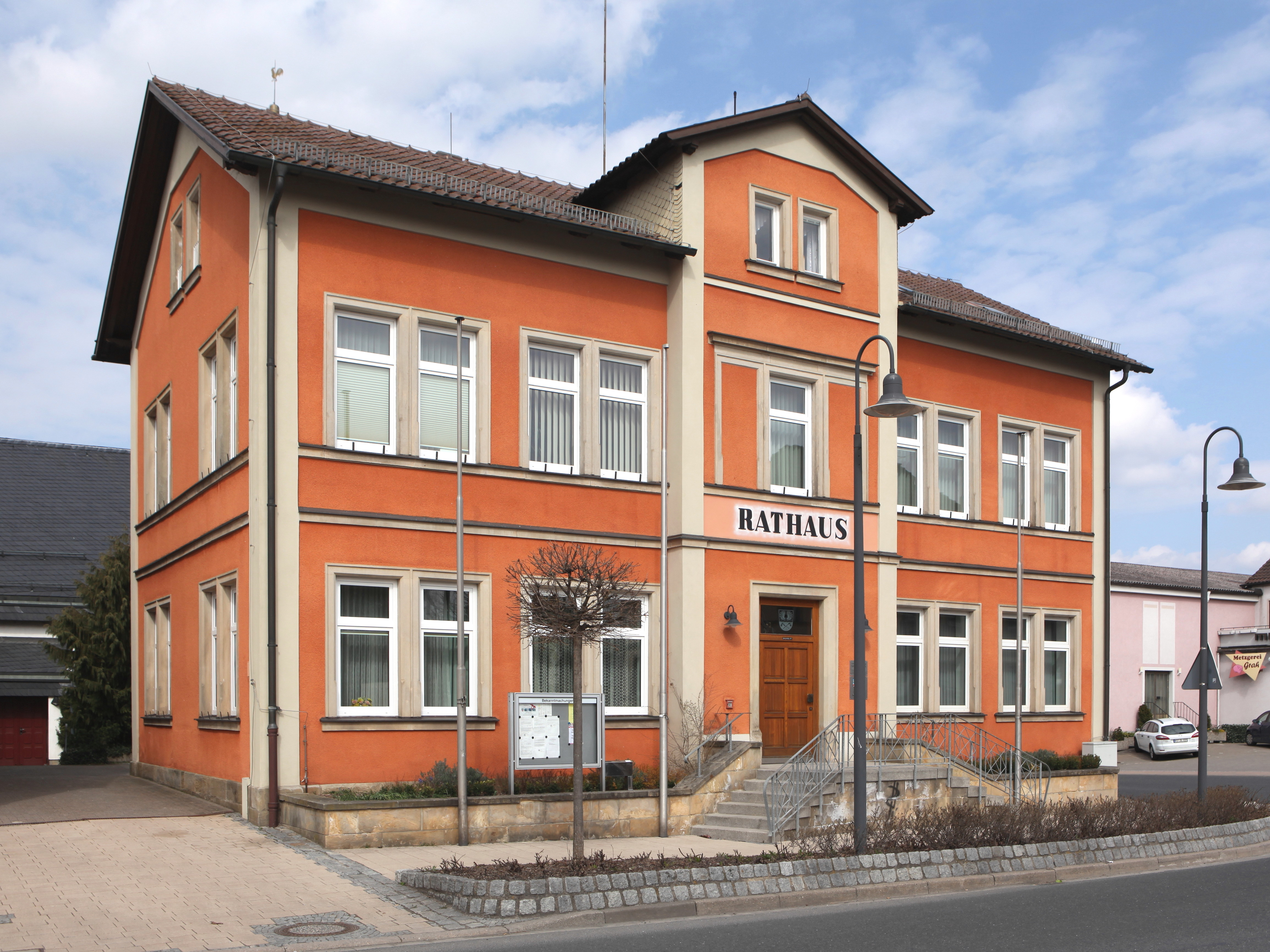
Altes Rathaus (2011)

Weidhausen bei Coburg (amtlich: Weidhausen b.Coburg) ist eine Gemeinde im Südosten des oberfränkischen Landkreises Coburg.

## Gemeindegliederung
Die Gemeinde hat drei Gemeindeteile (in Klammern ist der Siedlungstyp angegeben):
- Neuensorg (Pfarrdorf)
- Trübenbach (Dorf)
- Weidhausen b.Coburg (Pfarrdorf)

Die Siedlung Neue Welt zählt zum Gemeindeteil Neuensorg.

## Geschichte

### Gemeinde und Gemeindewappen
Neuensorg wurde 1195, Trübenbach 1289 und Weidhausen 1225 erstmals urkundlich erwähnt.
Am 1. Januar 1971 wurde die Gemeinde Trübenbach eingegliedert. Mödlitz wurde am 1. Januar 1972 eingemeindet, aber am 1. Mai 1978 mit damals etwa 150 Einwohnern an die Nachbargemeinde Schneckenlohe, Landkreis Kronach abgetreten. Vor der Umgliederung wurde am 1. Januar 1978 Neuensorg, das am 15. Februar 1952 aus Gebietsteilen von Neuensee entstand, aufgenommen.
Ein Rittergut in Weidhausen wurde 1651 von Georg von Erffa erworben. Aus dem Wappen dieser Familie wurden die beiden Adlerflügel in das Gemeindewappen von 1979 übernommen. Die Farben Gold und Blau spielen auf die Farben der Herren von Erffa an.
Der Gemeindeteil Trübenbach wird im Wappen durch den für den Namensteil -bach stehenden Wellenbalken dargestellt.
Der Ort Neuensorg, dessen Bewohner sich mit Waldwirtschaft beschäftigten, wird durch die heute noch gebräuchlichen Holzfällergeräte, Fällaxt und Reuthaue, symbolisiert.
Die Farben Silber und Rot erinnern an die Zugehörigkeit des gesamten Gemeindegebietes zum Hochstift Bamberg.

### Ort
Die erste urkundliche Nennung Weidhausen war 1225. Der Ortsname bedeutet das Haus auf der Weide. Eine Erwähnung folgte 1299 in einer Tauschurkunde, nach der Weidhausen und Trübenbach vom Bistum Bamberg abgetrennt wurden im Tausch für die Orte Staffelstein, Loffeld und Horb sowie die Mühle in Horchelsdorf zum Kloster Sonnefeld kamen. Die Orte waren bis zur Säkularisation des Klosters im Jahr 1532 Klostereigentum. Danach gingen sie auf das Amt Sonnefeld über.
Vor dem Ausbruch des Dreißigjährigen Krieges hatte Weidhausen etwa 180 Einwohner und 40 Gebäude. Durch Seuchen und Hungertod sank die Zahl bis 1638 auf rund 70 Einwohner, die nur noch 10 Häuser bewohnten. 1650 lebten wieder etwa 100 Personen in 21 Gebäuden in dem Ort. 1636 waren weniger als fünf Prozent des Ackerlandes mit Wintersaat bestellt, die Sommersaat fiel komplett aus. Viehwirtschaft gab es zwischen 1638 und 1642 keine mehr.
1548 erhielt Weidhausen die Erlaubnis der Braugerechtigkeit, das Gemeindebrauhaus entstand in der Folge wohl Ende des 16. Jahrhunderts. Es wurde 1883 abgebrochen. 1678 bekam der Ort die Erlaubnis für die Herbergs- und Wirtschaftsgerechtigkeit. 1880 gab es fünf Brauereien in dem Dorf.
Nach dem Tod Herzog Albrechts im Jahr 1699 kam Weidhausen als Teil des Amtes Sonnefeld im Jahr 1705 zu Sachsen-Hildburghausen. 1826 gelangte das Amt Sonnefeld gemäß dem Teilungsvertrag zu Hildburghausen wieder zu Sachsen-Coburg.
1901 bekam Weidhausen mit dem ersten Abschnitt der Steinachtalbahn über Ebersdorf bei Coburg einen Anschluss an das Eisenbahnnetz. 1989 wurde die Strecke stillgelegt. In einer Volksbefragung am 30. November 1919 stimmten 13 Bürger für den Beitritt des Freistaates Coburg zum thüringischen Staat und 478 dagegen. Ende der 1920er Jahre wurde eine zentrale Wasserversorgungsanlage errichtet.
Am 20. April 1933 wurden Adolf Hitler und Hans Schemm Ehrenbürger. Schemm wurde 1936 ein Denkmal in Ortsmitte gewidmet. Ein Hitlerjugendheim entstand 1938.
Im Ersten Weltkrieg fielen 57 Soldaten, nach dem Zweiten Weltkrieg zählte man 99 Gefallene und 47 Vermisste. Am 12. April 1945 erreichten amerikanische Truppen den Ort.
1955 wurde die erste Kläranlage in Betrieb genommen und 1964 eine neue Schule eingeweiht. Im Jahr 1969 gewann die Gemeinde den Wettbewerb „Das schönere Dorf“ im Landkreis Coburg.
Nachdem das alte Rathaus wegen schwerer baulicher Mängel Anfang 2020 gesperrt worden war, erfolgte gegenüberliegend 2023–2025 ein Ersatzneubau. Das alte Rathaus wurde 2024 abgebrochen.

#### Dorfentwicklung
1514 hatte Weidhausen ein Dreiviertelgut, vierzehn halbe Güter, fünf Viertelgüter, vier Erbsölden und sieben Häuser mit Hofrecht. Außerdem standen eine Mühle, eine Gemeindeschmiede und ein Erbhof des Klosters Sonnefeld.
1584 gab es in Weidhausen ein Fünfviertelgut, ein Dreiviertelgut, zwölf halbe Güter, acht Viertelgüter, fünf Erbsölden, fünf Haus- und Hofstätten, eine Schmiede, eine Mühle, ein Erbhof.
1604 wurde aus dem Fünfviertelgut ein Herrensitz. Die ersten Besitzer waren die Buchner, ein alteingesessenes Coburger Bürgergeschlecht. 1651 erwarb der Landrat Georg Siegmund von Erffa das Rittergut. 1699 kaufte es der Kammerjunker Johann Lorenz Muffel von Ermreuth. Weitere Besitzer waren ab 1711 der Rechtsanwalt Johann Philipp Eschenbach, ab 1724 die Stadt Coburg, ab 1821 der meiningische Kammergutpächter Johann Jacob Schmidt. Letzterer begann mit dem Verkauf Land zur Schuldentilgung. Nach weiteren mindestens fünf Besitzern in der 1840er und 1850er Jahren zerschlug August Ferdinand Lomatsch das Gut 1861.
1658 waren ein Dreiviertelgut, neun halbe Güter, elf Viertelgüter, sieben Sölden, zwei Haus- und Hofstätten, drei Häuslein, eine Schmiede, eine Mühle, ein Erbhof und ein Brauhaus vorhanden. 1772 war die Situation mit einem Dreiachtelgut, neun halben Gütern, zwölf Viertelgütern, sechs Haus- und Hofstätten, vier Erbsölden, fünf Tropfhäusern, einer Schmiede, einer Mühle, einem Brauhaus und einem Erbhof sehr ähnlch.
Die Änderungen waren vor allem auf Erbteilungen zurückzuführen. Bis 1860 stieg bei einer Gesamtzahl von 90 Gebäuden die Anzahl der Tropfhäuser auf 36. 1916 gab es 215 und im Jahr 1939 268 bewohnte Häuser. 1999 waren es 968 Gebäude.
Nach Kriegsende wuchs die Bevölkerung um etwa 650 auf rund 2000 Personen. Weidhausen wandelte sich vom Bauerndorf zum Industriedorf. Ende des 20. Jahrhunderts gab es noch sechs landwirtschaftliche Betriebe.

## Politik

### Gemeinderat
Der Gemeinderat hat 16 Mitglieder. Die Kommunalwahl 2020 führte zu folgender Sitzverteilung (Vergleich zur Wahl 2014):
- CSU 4 Sitze (±0)
- Freie Bürger 7 Sitze (+1)
- Dorfgemeinschaft 5 Sitze (−1)

### Bürgermeister
Erster Bürgermeister ist Markus Mönch (parteilos), der 2014 und 2020 einziger Kandidat war und bestätigt wurde. Nach einer Stichwahl hatte Mönch 2008 seinen Vorgänger Werner Platsch (SPD) abgelöst.

### Wappen
|  | Blasonierung: „Durch einen silbernen Wellenbalken geteilt von Blau und Rot; oben ein offener goldener Flug, unten schräg gekreuzt eine silberne Fällaxt und eine silberne Reuthaue.“ |
|  | |

### Gemeindepartnerschaften
Die Gemeinde unterhält eine Gemeindepartnerschaft zu Frankfort, Illinois (USA).

## Verkehr
Weidhausen liegt an der B 303, die Coburg mit Kronach verbindet. Der Ort besaß einen Bahnhof an der Bahnstrecke Ebersdorf b.Coburg–Neustadt b.Coburg, die inzwischen stillgelegt ist.

## Wirtschaft
Weidhausen war der erste Ort im Herzogtum Sachsen-Coburg, in dem Anfang des 19. Jahrhunderts Korbwaren hergestellt wurden. Im benachbarten Michelau ist das Korbmachergewerbe schon für das 16. Jahrhundert schriftlich belegt. 1857 gab es in Weidhausen über 100 Korbflechter, 1906 waren es 506 Korbmacher und 1928 900. Die meisten von ihnen waren außerdem in der Landwirtschaft tätig. Ab den 1930er Jahren begann die Polsterei in Betrieben die Korbmacherei in Heimarbeit zu verdrängen. Ende des 20. Jahrhunderts gab es keine Korbmacher mehr. Die Polstermöbelindustrie bestand Mitte der 1960er Jahre aus 21 Unternehmen und beschäftigte knapp 1300 Mitarbeiter, davon etwa 700 aus Weidhausen. Im Jahr 2000 gab es 10 Polstermöbelbetriebe mit rund 1500 Beschäftigten.

## Sport

### Sportvereine
Der TV 1863 Weidhausen e. V. ist ein Breitensportverein mit den Sportarten Gymnastik, Handball, Kickboxen, Nordic Walking, Tanz, Tennis, Trampolin, Turnen  und Gesundheitssport.
Besonders erfolgreich war bisher die Damenhandballmannschaft des Vereins, die in der Vergangenheit nach der Bayerischen Meisterschaft den Aufstieg in die dritthöchste Ligenstufe im deutschen Handball schaffte.

## Persönlichkeiten
- Thomas Lux (* 1962), Wirtschaftswissenschaftler